# Nerode-Relation
Die Nerode-Relation (auch: Nerode-Kongruenz oder Nerode-Rechtskongruenz) ist eine Äquivalenzrelation auf den Präfixen einer formalen Sprache, die in der Theoretischen Informatik untersucht wird.
Sie ist nach Anil Nerode benannt.

## Definition
Gegeben sei eine Sprache {\displaystyle L} über dem Alphabet {\displaystyle \Sigma }. Die Nerode-Relation {\displaystyle \sim _{L}} (auch {\displaystyle \sim }, falls {\displaystyle L} aus dem Kontext klar wird) ist definiert durch:
Zwei Wörter sind bezüglich der Nerode-Relation genau dann äquivalent zueinander, wenn sie beide durch exakt dieselben Suffixe zu Wörtern der Sprache {\displaystyle L} ergänzt werden.
Umgangssprachlich: zwei Worte sind genau dann bez. der Nerode-Relation äquivalent zueinander, wenn sie sich auf beliebige Suffixe zu Worten {\displaystyle z\in \Sigma ^{*}} „gleich verhalten“, d. h., beide Worte sind in der Sprache oder nicht.
Formal gilt also für alle {\displaystyle x,y\in \Sigma ^{*}}:
{\displaystyle x\sim _{L}y\iff (\forall z\in \Sigma ^{*}:\ xz\in L\iff yz\in L)}

### Äquivalenzklasse
Die Äquivalenzklasse {\displaystyle [x]} eines {\displaystyle x\in \Sigma ^{*}} bezüglich der Nerode-Relation ist definiert als Menge aller Wörter {\displaystyle y\in \Sigma ^{*}}, die bezüglich der Nerode-Relation äquivalent zu {\displaystyle x} sind. Es gilt also:
{\displaystyle [x]=\{y\in \Sigma ^{*}\mid x\sim _{L}y\}}

### Index
Der Index einer Nerode-Relation ist die Anzahl der vorhandenen Äquivalenzklassen.

### Beispiel
Gegeben sei die durch den regulären Ausdruck {\displaystyle 0^{\star }1^{\star }} definierte Sprache über dem Alphabet {\displaystyle \{0,1\}}. Diese Sprache induziert genau drei Äquivalenzklassen:
- {\displaystyle [0]}, enthält alle Präfixe, welche aus Folgen von Nullen oder dem leeren Wort {\displaystyle \epsilon } bestehen (also {\displaystyle \{0\}^{*}}).
- {\displaystyle [1]}, besteht aus Wörtern, die mit 0en oder {\displaystyle \epsilon } beginnen und mit 1en enden (also {\displaystyle \{0\}^{*}\{1\}^{+}})
- {\displaystyle [10]}, welche aus allen illegalen Präfixen besteht; das sind alle Wörter, die 10 enthalten (also {\displaystyle \{0,1\}^{*}\{10\}\{0,1\}^{*}}).

Weitere Beispiele finden sich in dem Artikel über den Satz von Myhill-Nerode.

## Anwendung
Die Nerode-Relation bildet den Ausgangspunkt für den Satz von Myhill-Nerode, mit dem sich bestimmen lässt, ob eine Sprache regulär ist oder nicht. Der Satz besagt, dass eine Sprache genau dann regulär ist, wenn es endlich viele Äquivalenzklassen bezüglich der Nerode-Relation gibt.
Die Relation wird außerdem verwendet, um zu einer gegebenen regulären Sprache {\displaystyle L} einen minimalen deterministischen endlichen Automaten zu konstruieren, also einen Automaten, der möglichst wenige Zustände besitzt. Der so konstruierte Automat enthält exakt {\displaystyle \operatorname {ind} (\sim _{L})} Zustände. Dabei können Zustände auftreten, die vom Startzustand aus unerreichbar sind; nach Entfernung dieser hat der Automat tatsächlich die minimale Anzahl an Zuständen.